# Rétimalomtanya
Rétimalomtanya (Poiana), település Romániában, a Partiumban, Bihar megyében.

## Fekvése
Tóti mellett fekvő település.

## Története
Rétimalomtanya korábban Tóti része volt.
1910-ben 132 lakosából 9 román, 122 magyar, 1 német volt.
1956-ban 259 lakosa volt.
A 2002-es népszámláláskor 263 lakosából 162 román, 94 magyar, 7 szlovák volt.